# Literatura LGBT de Uruguay

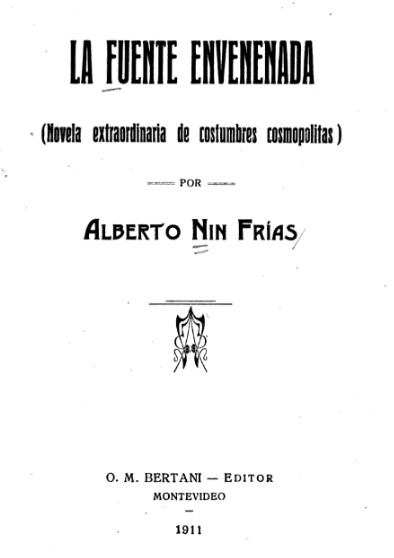
Portada de La fuente envenenada (1911), de Alberto Nin Frías.

La literatura LGBT de Uruguay comprende las obras literarias escritas por autores uruguayos que involucren tramas, temáticas o personajes que formen parte o estén relacionados con la diversidad sexual. Las primeras referencias literarias sobre la homosexualidad en el país aparecieron a principios del siglo xx, de la mano de autores como Ángel Falco y Alberto Nin Frías, aunque en general exploraron el tema de forma sutil. De esta etapa destaca la novela La fuente envenenada (1911), que aborda el homoerotismo a través de una amistad intensa entre dos personajes varones. Juan Carlos Onetti, reconocido autor uruguayo, incluyó temáticas LGBT en algunas de sus obras a partir de la década de 1930, aunque las mismas presentaban una concepción tradicional en que solo el hombre pasivo era considerado homosexual. Representaciones de homosexualidad femenina no llegarían hasta 1950, cuando Armonía Somers publicó la novela La mujer desnuda.
En 1971, la literatura LGBT uruguaya inició una segunda etapa con la publicación del poemario lésbico Evohé, de Cristina Peri Rossi, que fue el punto de arranque de la exploración literaria explícita del homoerotismo. La obra del poeta Alfredo Fressia fue así mismo notoria por ser la primera en versar sobre la homosexualidad masculina. Del lado de la narrativa, el libro que inauguró el tratamiento explícito de la diversidad sexual como tema central fue la novela Ave Roc (1994), de Roberto Echavarren, que sigue la vida del cantautor Jim Morrison a través de la exploración de su sexualidad y su androginia. Adicionalmente, la narrativa de finales del siglo xx se vio caracterizada por el abordaje de diversas facetas de la vida de las personas LGBT en la sociedad uruguaya, tanto por Echavarren como por, entre otros autores, Alvaro Fernández Pagliano.
Durante las primeras décadas del siglo xxi han destacado obras como la novela El diablo en el pelo (2003), de Roberto Echavarren, así como varias publicaciones de Dani Umpi y Natalia Mardero en que abordaron temáticas LGBT en la población juvenil. También se puede mencionar la novela Cantoras (2019), de Carolina de Robertis, que trata la homosexualidad femenina durante la época de la dictadura militar.

## Sigloxx

### Primeras representaciones (1908-1960)

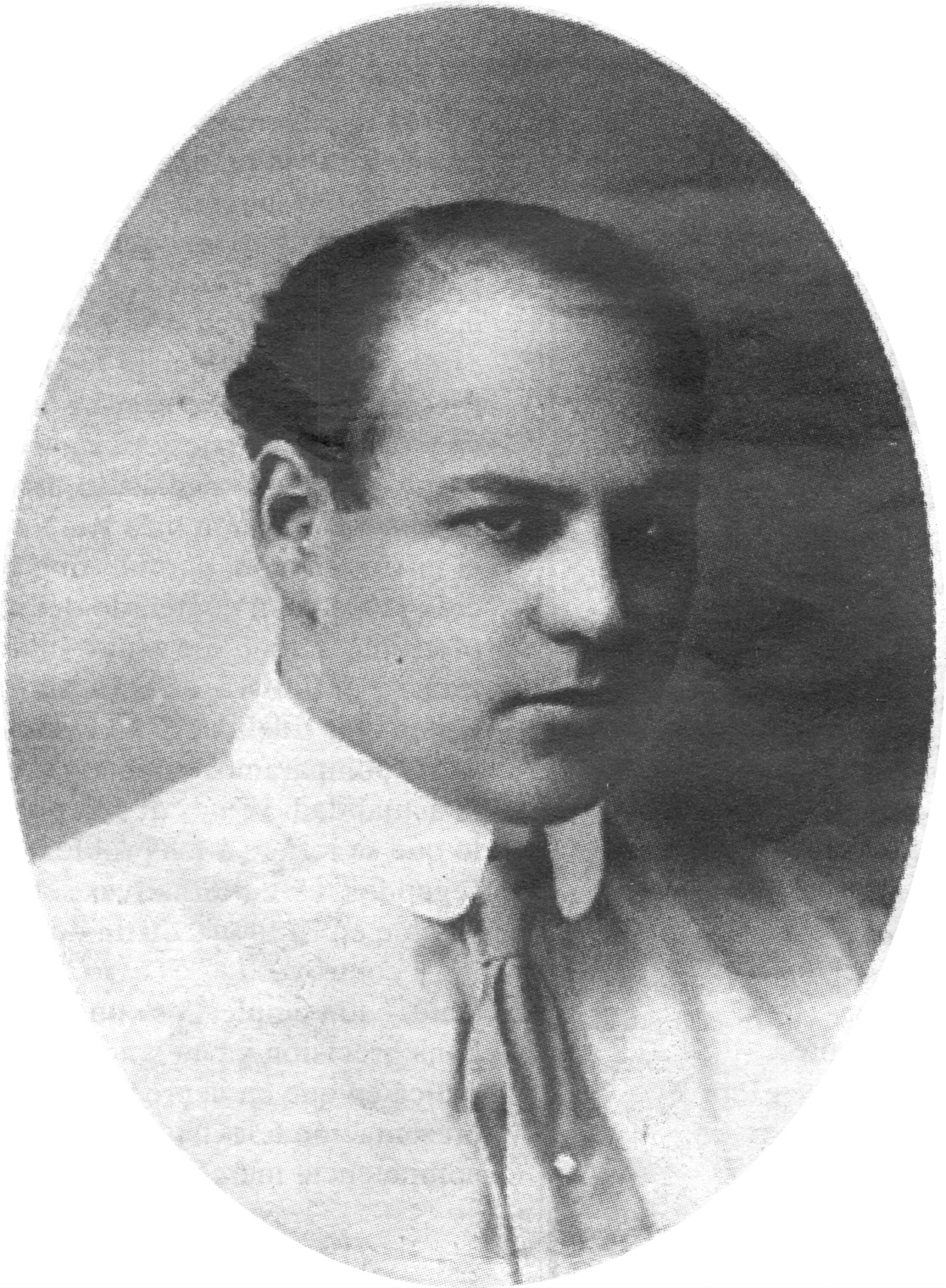
Alberto Nin Frías, precursor de la literatura LGBT uruguaya.

La tradición de literatura homoerótica en Uruguay tiene entre sus más antiguos representantes a los escritores Ángel Falco y Alberto Nin Frías, aunque en un principio ambos abordaron el tema de forma indirecta, ante el peligro que podía significar tratarlo en el Uruguay de la época. En su poesía, Falco exploró la atracción homosexual referenciando figuras históricas de sexualidad diversa, entre ellas Alejandro Magno, como se puede ver en el poema «Flor neutra», publicado en 1908 en el libro Vida que canta,  y que incluye los versos:

Tus sacras desnudeces, tus formas de ginandro,
El lujo hubieran sido del lecho de Alejandro,
Que por ti desdeñara las hembras de Citeres.

También de aparición temprana, un lugar importante en la temática lo ocupa la novela La fuente envenenada (1911), de Alberto Nin Frías, la misma que aborda el homoerotismo a través de la amistad intensa de sus personajes principales. La obra cuenta la historia de Jorge y Sordello, dos jóvenes escritores que se conocen en Europa y que muestran una gran afinidad por el otro, alimentada por su «pasión por lo bello» y su «mismo desprecio por las mujeres». La relación entre ambos es descrita por Frías bajo el paradigma de las almas gemelas presentada por Platón en El banquete, que se puede apreciar en las declaraciones de Sordello a Jorge en que le dice: «Soy tu buen ángel, la mejor parte de ti mismo, tu alma gemela», y más tarde: «te amo porque pudiendo ser un espléndido burgués no lo eres. Te quiero porque eres un aristócrata del pensamiento».
Frías sería más explícito en defender la homosexualidad en su faceta como ensayista, particularmente en obras como Alexis o el significado del temperamento urano (1932) y Homosexualismo creador (1933), ambas publicadas en España y que incluyen fragmentos como:

En un internado de Ginebra trabé muy íntima amistad con un griego de nacimiento. Fue esta amistad una especie de predestinación. Nos quisimos exactamente como Sócrates y Alcibíades: «socrática fides». Comprendí al punto lo que la muerte de Jonatán reveló a David: la amistad ocuparía en mi desarrollo espiritual un sitio superior al amor de las mujeres.

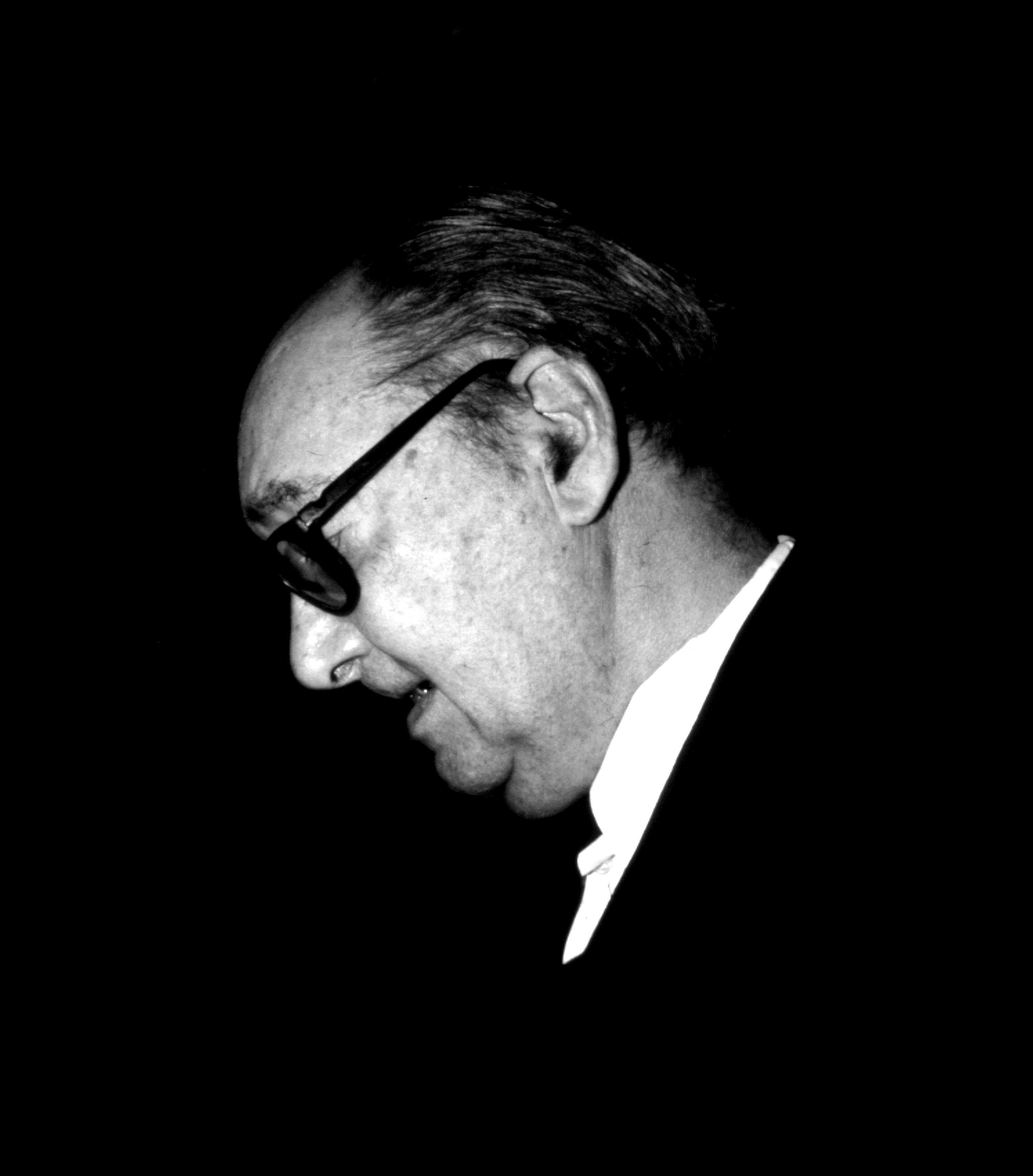
Juan Carlos Onetti, autor del relato «Los niños en el bosque» (1936).

En la década de 1930 aparece en las letras uruguayas la figura de Juan Carlos Onetti, quien incluyó temáticas LGBT en algunas de sus obras. Un ejemplo temprano es el cuento «Los niños en el bosque» (1936), donde Onetti describe adolescentes que participan en relaciones homosexuales pero no se identifican como tales. En el relato, un muchacho llamado Raucho defiende en una pelea a otro llamado Coco, para luego advertirle sobre un personaje conocido como el rubio al que califica como «marica» y «una porquería». A pesar de la hostilidad con que Raucho se refiere al personaje homosexual, es claro con Coco al establecer que los que tenían relaciones con el rubio no eran homosexuales, sino solo él. En este sentido, el texto presenta una visión tradicional de la orientación sexual basada en concepciones latinas, en que solo el hombre pasivo es considerado homosexual. La relación entre identidad y deseo entre los personajes se complica con los sueños constantes de Raucho en que se imagina teniendo relaciones con una chica que luego se transforma en Coco, lo que le produce rabia. Otros libros de Onetti en que se han identificado aspectos homoeróticos incluyen las novelas El pozo (1939), La vida breve (1950), El astillero (1961) y Dejemos hablar al viento (1979).
En 1950, la escritora Armonía Somers publicó la novela La mujer desnuda, probablemente la primera obra literaria uruguaya en incluir una representación de homosexualidad femenina. En la novela, la esposa de Nathaniel le confiesa en una escena al cura del pueblo cómo su esposo la había obligado a recordar la pasión juvenil entre ella y una compañera del colegio llamada Claudina. Este idilio había iniciado cuando una profesora les habló sobre las amazonas en una clase, hecho que luego las llevó a besarse apasionadamente tras un árbol. Aunque el contexto de la confesión confiere un carácter pecaminoso a la relación, la obra le da al personaje el poder de decisión sobre el acto que comete, como deja ver cuando afirma: «porque el demonio parecía en principio tirar del carro de la locura en que nos habíamos puesto, pero al final era yo, pecadora de mí, quien daba látigo».
Más explícita en su representación del lesbianismo fue la novela Un ángel de bolsillo (1960), de la escritora riverense Ofelia Machado Bonet, que sigue la historia de una mujer joven que se desplaza entre Montevideo y Buenos Aires y que entra en una relación tormentosa con otra mujer, para luego terminar abandonada. Aunque la protagonista posteriormente se casa con un hombre, los deseos homoeróticos se mantienen presentes en ella. Otra obra de 1960 que incluyó un personaje LGBT fue la novela La tregua, de Mario Benedetti, donde Jaime, el hijo más querido del protagonista, revela que es homosexual y de este modo quiebra las expectativas que su familia tenía sobre él. La representación de la homosexualidad resulta bastante negativa en la novela y es vista como una debilidad por parte del protagonista y como una causa de la decadencia de las familias.

### Cambio de paradigma (1971-1999)

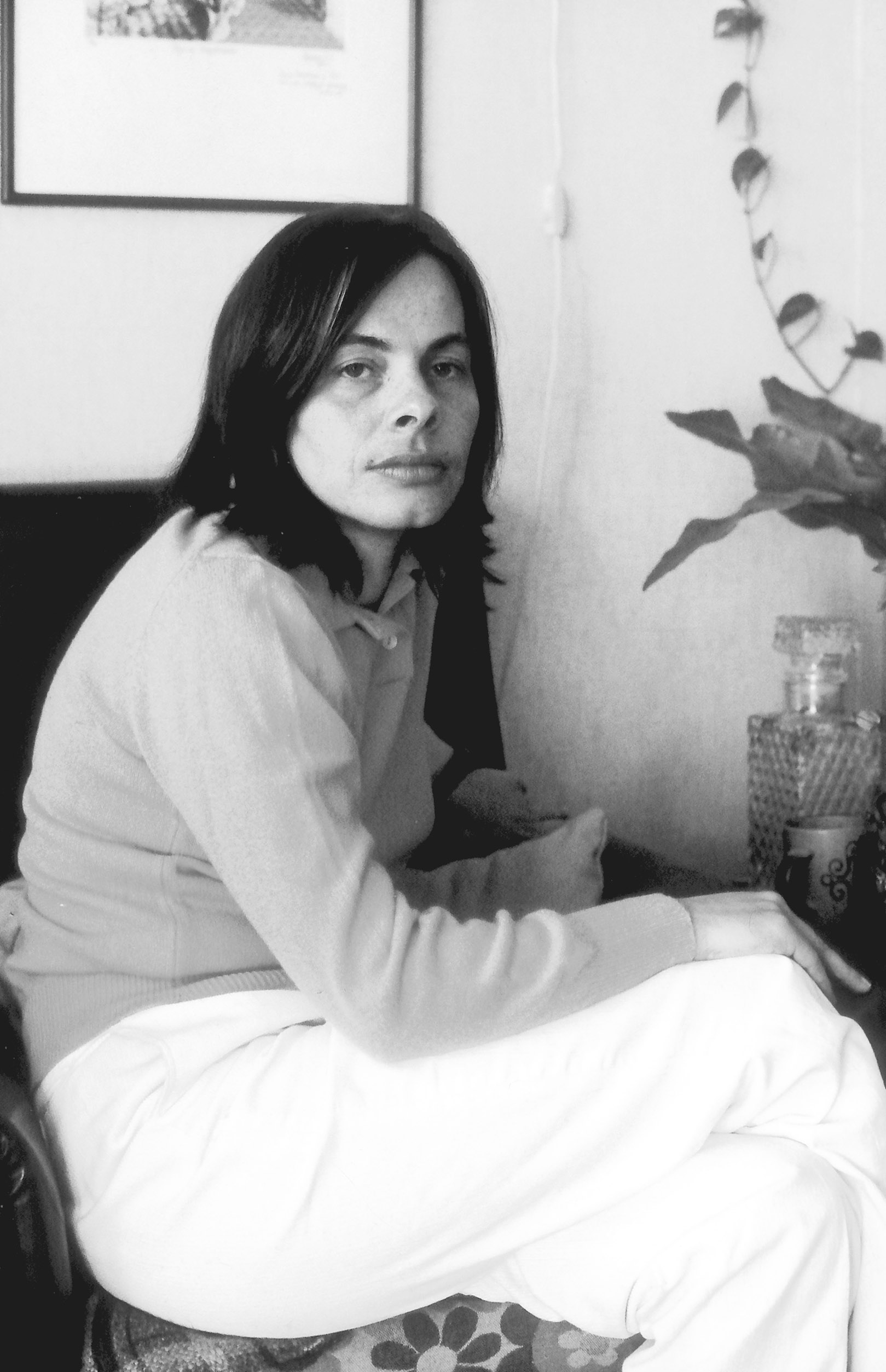
Cristina Peri Rossi en 1986.

La literatura LGBT uruguaya empezó una segunda etapa con la publicación en 1971 del poemario Evohé, de la autora Cristina Peri Rossi, que puede considerarse el primer libro nacional en que el amor homosexual se presentó como la temática central. Los poemas, que versaban sobre la homosexualidad femenina de forma tanto sutil como explícita, generaron controversia en la época y llevaron a que algunos diarios se rehusaran a publicar reseñas del libro. Entre las temáticas de la obra se encuentran el erotismo femenino, el amor lésbico, la imposibilidad del lenguaje de expresar la pasión y el temor ante el descubrimiento de la orientación sexual. Un ejemplo de estas temáticas puede observarse en el siguiente fragmento de uno de sus poemas:

Cuando entro
y estás poco iluminada
como una iglesia en penumbra
(...)
muy por lo bajo te murmuro entre las piernas
la más secreta de las oraciones
Tú me recompensas con una tibia lluvia de tus entrañas
y una vez que he terminado el rezo
cierras las piernas
bajas la cabeza
cuando entro en la iglesia
en el templo
en la custodia
y tú me bañas.

Peri Rossi continuó explorando el erotismo femenino en obras como Una pasión prohibida (1986), Solitario de amor (1988) y Fantasías eróticas (1990).

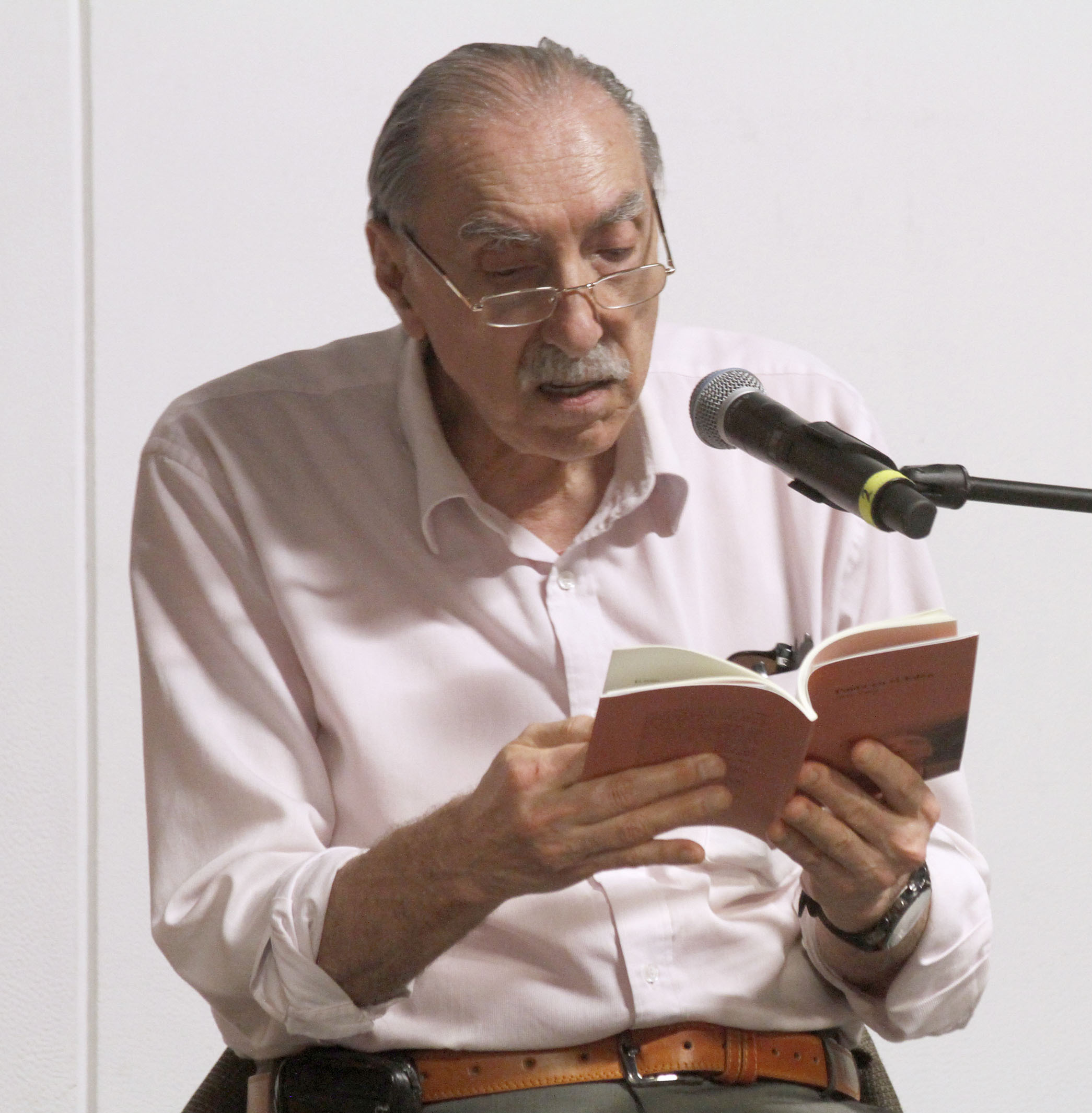
Alfredo Fressia, autor de Un esqueleto azul y otra agonía (1973).

En 1973, el escritor Alfredo Fressia publicó el poemario Un esqueleto azul y otra agonía, de similares características que Evohé. La obra incluyó poemas que exploraban las relaciones entre hombres y temas como la atracción por el cuerpo masculino, el deseo no realizado y la condición de travesti. Con la publicación de este libro, Fressia se convirtió en el primer poeta gay uruguayo en tratar abiertamente la homosexualidad masculina, temática que continuaría abordando en varios de sus poemarios posteriores, como por ejemplo en Clave final (1982), cuyo estilo puede apreciarse en el siguiente fragmento, perteneciente al poema «El enamorado»:

Rey demente en su país de sangre,
te recorreré por estancias agrietadas
hasta que estalles la frontera de mi piel,
hasta que alumbres mi hueso con tu hueso,
hasta que oigan caer el esqueleto
tu acantilado varón
y mi destierro.

Los años siguientes vieron la aparición de una ola de poemarios uruguayos de temática LGBT explícita. En 1983 apareció Estacionario en Suecia, de Roberto Mascaró; mientras que Roberto Echavarren publicó Animalaccio en 1983 y Aura Amara en 1988, en los que, además de algunas de las temáticas exploradas por otros autores en las obras antes mencionadas, abordó tópicos como la prostitución masculina. Otros poemarios con temáticas LGBT de la época fueron Orsai: Hombres que juegan fuera de lugar (1991), de Juan José Quintans;  Sombra en la última vidriera (1992), de Fernando Beramendi; y Los enanitos sufren de vértigo (1993), de Alvaro Fernández Pagliano.
Aunque se mudó durante su juventud a Canadá y permaneció aislada de otros escritores uruguayos, otra autora que trató temáticas LGBT en la década de 1980 fue Gloria Escomel, quien escribió sus obras en francés. Su novela Fruit de la passion (1988), por ejemplo, se desarrolla entre Montreal y Montevideo y sigue la historia de una mujer llamada Patricia que busca sin descanso a Maud, mujer por la que es claro que está enamorada.

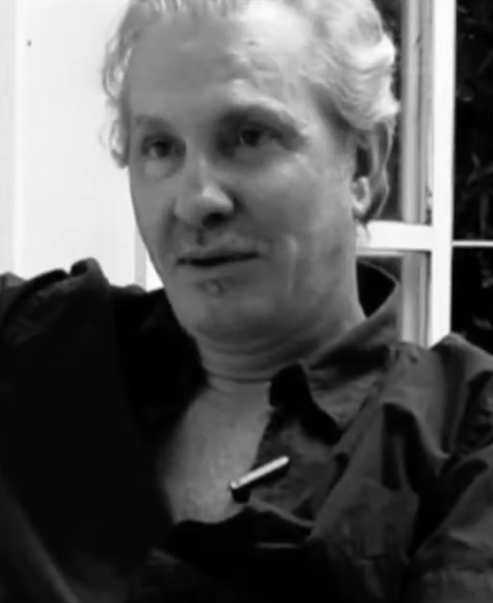
Roberto Echavarren, autor de la novela Ave Roc (1994).

El cambio de paradigma que Evohé había traído a la poesía LGBT en 1971 llegó a la narrativa local en 1994, con la publicación de la novela Ave Roc, de Roberto Echavarren. En la obra, Echavarren sigue la vida del cantautor estadounidense Jim Morrison a través de una biografía ficticia narrada por un amigo íntimo, con descripciones explícitas de escenas de relaciones homosexuales y referencias a figuras gais históricas. En particular es notorio el carácter andrógino que el autor da a los personajes de la novela y el intento de difuminar su identidad sexual y las líneas que separaban a hombres de mujeres. Este aspecto puede observarse en la siguiente escena, que describe un encuentro entre los protagonistas y un barman andrógino llamado Adrián:

En el bar de los gordos pegajosos nos sedujo el barman. Tú dijiste que tenía que ser andrógino o hermafrodita. Yo confundía los términos. Aquel mozo era indescifrable. Tenía una melena rojiza, del tono que llevan las mujeres de Marruecos, larga como las que el Satiricón atribuye a los esclavos que se ofrecían para dar placer a los amos. Llevaba las cejas depiladas, un aro de oro en cada oreja, colirio en los ojos, y una banda de nylon en la frente que imitaba las manchas del tigre. Carecía de senos y usaba una camiseta pegada al cuerpo. Roja, de red de pescador, una malla abierta que dejaba ver la piel tirante y sin vello, el tipo de camiseta que adoptaste años después para tus conciertos y para las fotos de publicidad. (...) Temblorosos, por primera vez, sin poder controlar por mucho tiempo mi descarga, golpee el cóxix del perniabierto Adrián, que lanzaba suspiros aflautados, quebradizos, y me arañaba los pezones con uñas largas, fosforescentes.

En 1997, Alvaro Fernández Pagliano publicó la colección de relatos El ojo en el espejo, que incluyó varios tópicos novedosos en la narrativa LGBT local de la época, entre ellos la vida gay en pareja, las relaciones abiertas, la salida del armario, el transformismo y la persecución de los homosexuales en la Alemania nazi. También fue la primera obra uruguaya en tratar la pandemia de VIH/sida, específicamente en los cuentos «El viaje» y «Hay un agujero en el living», en el segundo de los cuales el personaje de la Tana ha muerto a causa de la enfermedad y otro expresa, en referencia al hecho: «Maldito bicho que se la llevó, reflexioné, y me llevé las manos al cuello, indagando la presencia de algún ganglio inoportuno, por las dudas».
De finales del siglo xx también se puede mencionar la obra poética de Ramón Bordoli Dolci, que aparece antologado en Poemas impares (1998) con varios textos que abordaban con erotismo la homosexualidad masculina. También destacan los poemarios Frontera móvil (1997) y Veloz eternidad (1999), de Alfredo Fressia, ambos ganadores del Premio del Ministerio de Educación y Cultura.

## Sigloxxi
La primera obra LGBT notoria del siglo xxi fue la novela El diablo en el pelo (2003), de Roberto Echavarren, que al igual que en Ave Roc tuvo entre sus temáticas centrales la androginia. La novela, que estuvo entre las finalistas del Premio Herralde en su edición de 2000, sigue la historia de Julián, un joven prostituto que a menudo es confundido con una mujer por su cabello largo y aspecto andrógino, y que luego conoce un cliente de mediana edad llamado Tomás con quien inicia una relación que se ve atravesada por los celos, el amor, el sexo y las tragedias.

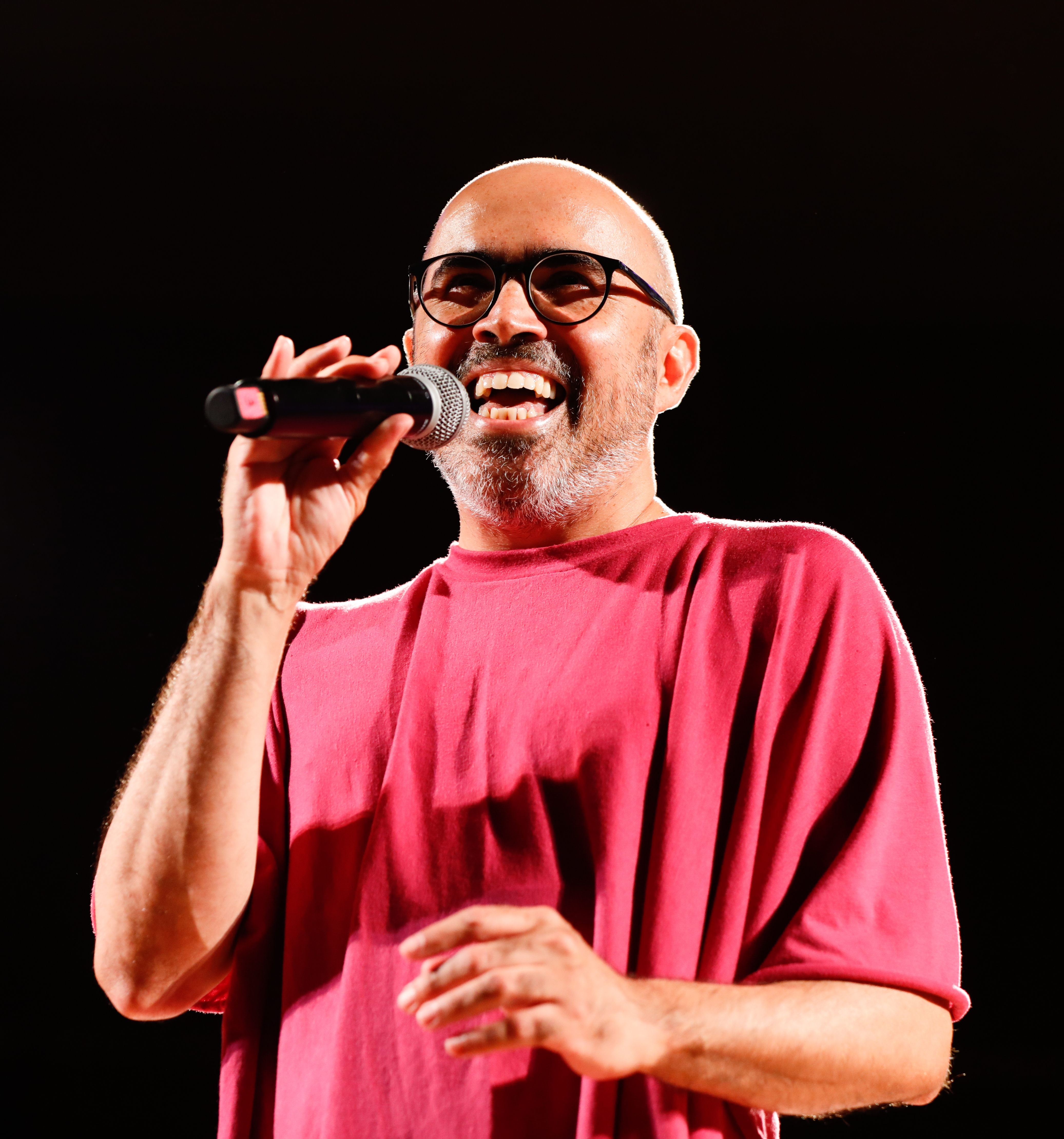
Dani Umpi, autor de la novela Sólo te quiero como amigo (2006).

El lanzamiento del disco Perfecto por el cantante y escritor Dani Umpi marcó un hito en la cultura LGBT local, al alcanzar fama en la cultura popular siendo abiertamente gay. Al año siguiente, Umpi publicó la novela Sólo te quiero como amigo (2006), que cuenta la historia de un joven veinteañero homosexual en el Montevideo de principios del siglo xxi y de cómo afronta la separación con su pareja. Umpi continuó explorando la diversidad sexual en libros posteriores, entre ellas El vestido de mamá (2011), obra de literatura infantil sobre un niño que decide ponerse el vestido de su madre a pesar de las burlas que recibe por parte de sus compañeros; además de la novela Un poquito tarada (2012) y la colección de cuentos ¿A quién quiero engañar? (2013).
En la década de 2010 aparecieron obras como la novela Injuria (2011), de Apegé, donde un protagonista homosexual investiga el asesinato de una travesti; la colección de relatos Basurita (2012), de Ignacio Alcuri, uno de cuyos relatos narra una historia de homosexualidad en la época de Jesús de Nazareth; y la novela corta Cordón Soho (2014), de Natalia Mardero, parecida a Umpi en el estilo directo y en la exploración de la juventud LGBT uruguayense de la década de 1990 mediante un abordaje realista.
Del lado de la literatura lésbica, la activista LGBT Elena Solís, recordada por ser miembro de la segunda pareja de mujeres en contraer matrimonio en el país, publicó en 2015 la colección de relatos Yo quería ser Elena Solís, varios de ellos de inspiración autobiográfica. También destaca la figura de Carolina de Robertis, quien en 2019 publicó en inglés la novela Cantoras, obra que explora la historia de cinco mujeres lesbianas en el Uruguay de los tiempos de la dictadura militar.
En la no ficción se puede mencionar La máscara de la diversidad (2019), obra del politólogo Fernando Amado que reconstruye en base a entrevistas la historia de la comunidad LGBT en el país y el surgimiento del activismo; además de la novela autobiográfica La insumisa, publicada por la escritora lesbiana Cristina Peri Rossi en 2022 y donde hace un repaso detallado de su vida.